# Lee Fogolin Sr.
Lidio John "Lee" Fogolin Sr., född 27 februari 1927, död 29 november 2000, var en kanadensisk ishockeytränare och professionell ishockeyback som tillbringade nio säsonger i den nordamerikanska ishockeyligan National Hockey League (NHL), där han spelade för ishockeyorganisationerna Detroit Red Wings och Chicago Black Hawks. Han producerade 58 poäng (tio mål och 48 assists) samt drog på sig 575 utvisningsminuter på 427 grundspelsmatcher. Fogolin spelade också på lägre nivåer för Indianapolis Capitals i American Hockey League (AHL) och Galt Red Wings i Ontario Hockey Association (OHA-Jr.).
Han vann en Stanley Cup med Detroit Red Wings för säsongen 1949–1950.
Efter den aktiva spelarkarriären tränade Fogolin bland annat Thunder Bays Twins i United States Hockey League (USHL) mellan 1971 och 1974. Han är far till den före detta ishockeyspelaren Lee Fogolin Jr. som själv vann två Stanley Cup med Edmonton Oilers på 1980-talet.

## Statistik
| 1943–1944      | Galt Red Wings        | OHA-Jr.        | 22  | 0  | 2  | 2  | 25  | 3  | 0 | 1 | 1 | 2  |
| 1944–1945      | Galt Red Wings        | OHA-Jr.        | 17  | 3  | 7  | 10 | 32  | 10 | 1 | 3 | 4 | 25 |
| 1945–1946      | Galt Red Wings        | OHA-Jr.        | 27  | 13 | 24 | 37 | 51  | 5  | 1 | 1 | 2 | 8  |
| 1946–1947      | Omaha Knights         |                | 59  | 2  | 9  | 11 | 117 | 11 | 1 | 3 | 4 | 27 |
| 1947–1948      | Detroit Red Wings     | NHL            | —   | —  | —  | —  | —   | 2  | 0 | 1 | 1 | 6  |
|                | Indianapolis Capitals | AHL            | 65  | 2  | 9  | 11 | 113 | —  | — | — | — | —  |
| 1948–1949      | Detroit Red Wings     | NHL            | 43  | 1  | 2  | 3  | 59  | 9  | 0 | 0 | 0 | 4  |
|                | Indianapolis Capitals | AHL            | 20  | 2  | 6  | 8  | 30  | —  | — | — | — | —  |
| 1949–1950      | Detroit Red Wings     | NHL            | 63  | 4  | 8  | 12 | 63  | 10 | 0 | 0 | 0 | 16 |
| 1950–1951      | Detroit Red Wings     | NHL            | 19  | 0  | 1  | 1  | 16  | —  | — | — | — | —  |
|                | Chicago Black Hawks   | NHL            | 35  | 3  | 10 | 13 | 63  | —  | — | — | — | —  |
| 1951–1952      | Chicago Black Hawks   | NHL            | 69  | 0  | 9  | 9  | 96  | —  | — | — | — | —  |
| 1952–1953      | Chicago Black Hawks   | NHL            | 70  | 2  | 8  | 10 | 79  | 7  | 0 | 1 | 1 | 4  |
| 1953–1954      | Chicago Black Hawks   | NHL            | 68  | 0  | 1  | 1  | 95  | —  | — | — | — | —  |
| 1954–1955      | Chicago Black Hawks   | NHL            | 9   | 0  | 1  | 1  | 16  | —  | — | — | — | —  |
| 1955–1956      | Chicago Black Hawks   | NHL            | 51  | 0  | 8  | 8  | 88  | —  | — | — | — | —  |
| 1956–1957      | Calgary Stampeders    | WHL            | 61  | 1  | 9  | 10 | 84  | 3  | 0 | 0 | 0 | 2  |
| NHL totalt     | NHL totalt            | NHL totalt     | 427 | 10 | 48 | 58 | 575 | 28 | 0 | 2 | 2 | 30 |
| AHL totalt     | AHL totalt            | AHL totalt     | 85  | 4  | 15 | 19 | 143 | —  | — | — | — | —  |
| OHA-Jr. totalt | OHA-Jr. totalt        | OHA-Jr. totalt | 66  | 16 | 33 | 49 | 108 | 18 | 2 | 5 | 7 | 35 |